# چت‌آن
چت‌آن (به انگلیسی: ChatON) یک سرویس ارتباطی جهانی تلفن همراه بود که توسط سامسونگ در سپتامبر ۲۰۱۱ معرفی شد چت‌آن به صورت رسمی در ۱۲۰ کشور و ۶۲ زبان فعال در آی‌اواس، اندروید، ویندوز فون، بادا، بلک بری، ویندوز موبایل و صفحه وب دردسترس بود کاربران می‌توانستند افراد را دعوت کنند یا طریق فیس‌بوک و توییتر نام‌نویسی کنند همچنین محتوای ChatON را در فیس‌بوک به اشتراک بگذارند. از جمله ویژگی‌های منحصر به فرد چت‌آن این بود که به کاربران اجازه می‌داد تا پیام‌های انیمیشنی بسازند که دریافت‌کننده می‌تواند آن را تماشا کند و به دیگران بفرستد. کاربرانی که اکانت چت‌آن داشتند می‌توانستند در هر دستگاهی لیست دوستانشان را ببینند.

چت‌آن همچنین به عنوان یک جایگزین برای واتس‌اپ شناخته و استفاده میشد.
سرور این سرویس ارتباطی در ماه مارس ۲۰۱۵ خاموش شدند.